# Hełmówka oprószona
Hełmówka oprószona (Galerina tibiicystis (G.F. Atk.) Kühner) – gatunek grzybów z rodziny podziemniczkowatych (Hymenogastraceae).

## Systematyka i nazewnictwo
Pozycja w klasyfikacji według Index Fungorum: Galerina, Hymenogastraceae, Agaricales, Agaricomycetidae, Agaricomycetes, Agaricomycotina, Basidiomycota, Fungi.
Po raz pierwszy opisał go w 1918 r. George Francis Atkinson, nadając mu nazwę Galerula tibiicystis. Synonimy:
- Galera tibiicystis (G.F. Atk.) A. Pearson 1952
- Galerula tibiicystis G.F. Atk. 1918

Polską nazwę nadał Władysław Wojewoda w 2003 r.

## Morfologia
Kapelusz
O średnicy 10–30, rzadko do 35 mm, u młodych okazów stożkowaty z lekko podwiniętym brzegiem, później tępostożkowaty lub z garbkiem i rozłożystym brzegiem, nagi, silnie higrofaniczny; w stanie wilgotnym półprzezroczysty i prążkowany (często prawie do środka), płowy do ochrowopłowego, w stanie suchym blednący do różnych odcieni koloru ochrowopłowego, a następnie nieprzeźroczysty.
Blaszki
Tępo przyrośnięte, rzadkie lub średnio gęste, wąskie do umiarkowanie szerokich (do 5 mm), tępo przyrośnięte, mniej więcej w kolorze kapelusza. Krawędzie równe.
Trzon
Wysokość 55–200 mm, grubość 2–3,5 mm, walcowaty, słaby i bardzo kruchy, pusty, w kolorze młodych kapeluszy, ale bledszy z wiekiem, blady do białawego w części pokrytej mchem, początkowo w górnej części oprószony i owłosiony, ale wkrótce nagi, bez osłony.
Miąższ
Cienki, bardzo wodnisty i miękki, jasnoochrowy, w stanie wilgotnym wyblakły. Smak lekko nieprzyjemny, ale niewyraźny, zapachu brak.
Cechy mikroskopowe
Zarodniki 8,5–11(–14) × 5–6(–7) μm, w widoku z boku nieco nierównoboczne, w widoku od przodu jajowate, z rudawo-brodawkowatym exosporium, hilum prawie gładkie lub z nieokreślonymi granicami, w KOH ciemnobrązowe lub rdzawe, z drobną naroślą wierzchołkową. Podstawki 26–32 × 9–10,5 μm, wąsko maczugowate, 4-zarodnikowe (rzadko wymieszane z 1–2–3-zarodnikowymi), w KOH bezbarwne. Pleurocystyd brak. Cheilocystydy liczne, 6-60 × 8-12 × 3–4 μm, brzuchate u podstawy, z wąską szyjką i główkowatym wierzchołkiem, wiele prawie cylindryczno-główkowatych, bezbarwne do ochrowych. Trama blaszek równoległa do prawie równoległej, trama kapelusza jednorodna, zbudowana ze strzępek o średnicy 5–8 μm, bezbarwnych, nieco splecionych. Kaulocystydy liczne w pobliżu wierzchołka trzonu i zmieszane z wolnymi włókienkami strzępek, podobne do cheilocystyd lub dłuższe. Wszystkie strzępki ze sprzążkami.

## Występowanie i siedlisko
Występuje w Europie, Ameryce Północnej i Azji. W Polsce do 2003 r. podano 4 stanowiska, w późniejszych latach wiele następnych. Aktualne stanowiska podaje także internetowy atlas grzybów. Znajduje się w nim na liście gatunków zagrożonych i wartych objęcia ochroną.
Grzyb mszakolubny występujący wśród mchów w lasach iglastych i na torfowiskach. W Polsce podano stanowiska wśród mchów z gatunków torfowiec kończysty Sphagnum fallax i płonnik pospolity Polytrichum commune.